# Municipio de Blakely (Kansas)
El municipio de Blakely (en inglés: Blakely Township) es un municipio ubicado en el condado de Geary en el estado estadounidense de Kansas. En el año 2010 tenía una población de 101 habitantes y una densidad poblacional de 1,09 personas por km².

## Geografía
El municipio de Blakely se encuentra ubicado en las coordenadas 38°55′25″N 96°45′3″O / 38.92361, -96.75083. Según la Oficina del Censo de los Estados Unidos, el municipio tiene una superficie total de 92.97 km², de la cual 92,4 km² corresponden a tierra firme y (0,61 %) 0,57 km² es agua.

## Demografía
Según el censo de 2010, había 101 personas residiendo en el municipio de Blakely. La densidad de población era de 1,09 hab./km². De los 101 habitantes, el municipio de Blakely estaba compuesto por el 93,07 % blancos, el 1,98 % eran afroamericanos, el 2,97 % eran amerindios, el 0,99 % eran asiáticos, el 0,99 % eran de otras razas. Del total de la población el 5,94 % eran hispanos o latinos de cualquier raza.